# Ujung Silau
Ujung Silau is een bestuurslaag in het regentschap Serdang Bedagai van de provincie Noord-Sumatra, Indonesië. Ujung Silau telt 219 inwoners (volkstelling 2010).